# 그랜드 허슬 레코드
그랜드 허슬 레코드(Grand Hustle Record)는 미국의 힙합레이블이다.아틀란타에 조지아주에 위치해있으며, 아틀란틱 레코드의 산하 레이블이다.

## 소속아티스트

### 뮤지션
- P$C
- T.I
- AK
- C-Rod
- Mac Boney
- 빅 컨트리 킹
- 8Ball & MJG
- 보비 레이
- J.R. Get Money
- Rashad
- 영 드로
- 킬러 마이크
- Meek Millz
- Mitchellel
- Ricco Barrino
- Xtaci
- 칩멍크
- 크라운제이

### 프로듀서
- DJ Drama
- Keith Mack
- Knao
- Lil C
- Nard and B

## 전 멤버
- 알파메가
- 영 엘에이